# Verband der Wissenschaftlichen Katholischen Studentenvereine Unitas
Im Unitas-Verband (UV), dem ältesten katholischen Studenten- und Akademikerverband Deutschlands, sind Wissenschaftliche Katholische Studentenvereine (W.K.St.V.) zusammengeschlossen, die an vielen deutschen und einigen ausländischen Hochschulstandorten bestehen. Als katholischer, nichtschlagender, farbenführender Korporationsverband gehören ihm, getrennt in Herren- und Damenbünde, etwa 70 solcher Studentenvereine an.

## Geschichte

### Vorgeschichte
Der Verband entwickelte sich aus dem 1847 in Bonn gegründeten katholischen Studentenverein Ruhrania. Zunächst stand die Mitgliedschaft nur Studenten der Theologie offen. Die Aufnahme von Mitgliedern anderer Fakultäten war ausschließlich bei Einstimmigkeit möglich. Im Jahre 1850 wurde der Name des Vereins in Unitas geändert. In diesem Zeitraum fand die Entwicklung der bis heute geltenden Prinzipien virtus, scientia und amicitia statt.

### Gründung
1855 wurde ein zweiter Coetus (alter Name für einen Verein des Unitas-Verbandes) in Tübingen gegründet. Die beiden Vereine (Bonn und Tübingen) gründeten am 8. Dezember 1855 den Unitas-Verband, der sich zunächst noch „Gesamtverein“ nannte. Damit war der erste katholische Studenten-Verband gegründet worden. 1859 wurde der dritte Verein in Münster gegründet. 1860 fand die erste Generalversammlung (GV) des Verbandes statt, an der neben Bonn und Tübingen auch die Münsteraner teilnahmen. Die 10. GV 1871 in Bonn-Poppelsdorf beschließt, bei Aufnahme von Laienstudenten keine Einstimmigkeit zu fordern. Jetzt werden auch Studenten anderer Fakultäten aufgenommen, nachdem zuvor Nichttheologen nur mit einstimmigem Beschluss aufgenommen wurden. Der Präside (Senior) musste aber weiterhin Theologe sein. 1883 wird der bisherige „Katholisch-theologische Studentenverein Unitas“ in den Namen „Wissenschaftlicher katholischer Studentenverein Unitas“ geändert.

### Zeit der zwei Weltkriege
Als einer der größten Korporationsverbände in Deutschland und Österreich vor dem Zweiten Weltkrieg mit fast 70 aktiven Ortsvereinen zwischen Königsberg und Straßburg, Innsbruck und Paris, wurde er im Jahr 1938 durch den Runderlass des Chefs der Gestapo, Heinrich Himmler, als „staatsfeindliche Organisation“ zwangsaufgelöst, nachdem der Verband bereits 1934 per Reichsgesetz zur Aufgabe des Katholizitätsprinzips gezwungen wurde. 1934 wurde daher einvernehmlich die österreichische Sektion („Unitas-Verband der wissenschaftlichen katholischen Studentenvereine in Österreich“, UVÖ) abgetrennt, da ein gemeinsames Verbandsleben zwischen Vereinen aus Nazi-Deutschland und aus dem noch freien Österreich schwer vorstellbar erschien.

### Nachkriegszeit
Dem 1947 wieder konstituierten Verband gehören gegenwärtig 40 Unitas-Vereine an über 30 deutschen Hochschulen an. Seit den 1970er Jahren können nicht-katholische Christen am Vereinsleben des UV teilnehmen und bei Erfüllung gewisser Voraussetzungen auch vereinsbezogene Rechte erlangen; Mitglieder des Vereins können sie allerdings noch immer nicht werden. Als erster der traditionellen Korporationsverbände öffnete sich die Unitas auch für Studentinnen. Während der 119. Generalversammlung des Unitas-Verbandes, die im Mai 1996 in Darmstadt stattfand, hat die Unitas die Studentinnenvereine als gleichberechtigte Mitglieder in den Verband aufgenommen. Gemischte Vereine sind jedoch ausgeschlossen.

### Seit 2000
Der UV ist nicht, wie fast alle deutschen Korporationsverbände, ein Verband aus selbstständigen Verbindungen, sondern ein Einheitsverband mit einer gemeinsamen Verfassung für alle Aktiven-, Hohedamen- und Altherrenvereine. Alle Vereine führen daher die Bezeichnung „Unitas“ vor ihrem Eigennamen und als gemeinsame Farben seit 1863 blau-weiß-gold, teilweise auch in unterschiedlicher Reihenfolge. Heute besteht der UV aus 40 aktiven Vereinen mit circa 900 Studenten sowie 7.000 Alten Herren und Hohen Damen in 78 Altherren- und Hohedamenvereinen und 137 Ortszirkeln zusammengeschlossen.
Von 1972 bis zu seinem Austritt im Jahre 1986 war der UV als Gründungsmitglied in der Arbeitsgemeinschaft akademischer Verbände vertreten. Heute ist die Unitas Mitglied der Katholischen Akademikerarbeit Deutschlands (KAD) und des Zentralkomitees der deutschen Katholiken (ZdK). Der Studentenverband arbeitet neben der Mitgliedschaft im Bund der Deutschen Katholischen Jugend (BDKJ) mit den anderen katholischen Studentenverbänden in der Arbeitsgemeinschaft Katholischer Studentenverbände (AGV) und im Europäischen Kartellverband Christlicher Studentenverbände (EKV) zusammen.

## Prinzipien sowie Vereins- und Verbandsleben
Der UV will nach eigenen Angaben die Mitglieder seiner Vereine in ihrem Streben nach Vertiefung im Glauben, wissenschaftlicher Fortbildung und lebenslanger freundschaftlicher Verbundenheit über Generationsgrenzen hinweg unterstützen. Damit sieht sich die Unitas als lebendiger Teil der Kirche, der die Befähigung zum mündigen Laien fördern will. Diese gemeinsamen Grundlagen aller Unitas-Vereine werden in den drei Prinzipien des Unitas-Verbands zusammengefasst: Virtus (Tugend), Scientia (Wissenschaft) und Amicitia (Freundschaft). Virtus bezeichnet im heutigen Kontext kirchliches und gesellschaftliches Engagement, Zivilcourage und christliche Lebensführung; Scientia die Wissenschaftlichkeit im Sinne einer breit angelegten Wissensbasis; Amicitia schließlich die tätige Freundschaft unter den Bundesschwestern und Bundesbrüdern, der bleibende Lebensbund. Dazu gehört indes auch die correctio fraterna (gegenseitige Zurechtweisung im Sinne freimütiger Kritik), die nicht als Demütigung oder gar Bloßstellung des Kritisierten gedacht ist, sondern als freundschaftlicher Ratschlag nach einem begangenen Fehler.
Die Grundlagen konkretisieren sich im Verbandsleben folgendermaßen:
- Mittelpunkt der unitarischen Gemeinschaft ist die gemeinsame Eucharistie, die in den Vereinsfesten gefeiert wird. Das Vereinsfest, das aus einer Eucharistiefeier und einer anschließenden Morgensitzung mit einem wissenschaftlichen Festvortrag besteht, wird zu Ehren der Verbandspatrone Thomas von Aquin, Bonifatius und Maria Immaculata gefeiert.
- Um einen Blick über den Tellerrand des eigenen Fachgebietes zu erlangen, treffen sich die Mitglieder der einzelnen Vereine regelmäßig zu wissenschaftlichen Sitzungen, die aus einem Referat über ein zeitnahes Thema und anschließender Diskussion bestehen.
- Die Prinzipien tragen den Lebensbund der aktiven Studenten sowie der Ehemaligen, der „Hohen Damen“ und „Alten Herren“. Dieser Lebensbund eröffnet die Möglichkeit, mit älteren oder jüngeren Bundesbrüdern und -schwestern Kontakte zu knüpfen, Erfahrungen auszutauschen und an vielen Orten Ansprechpartner zu haben.

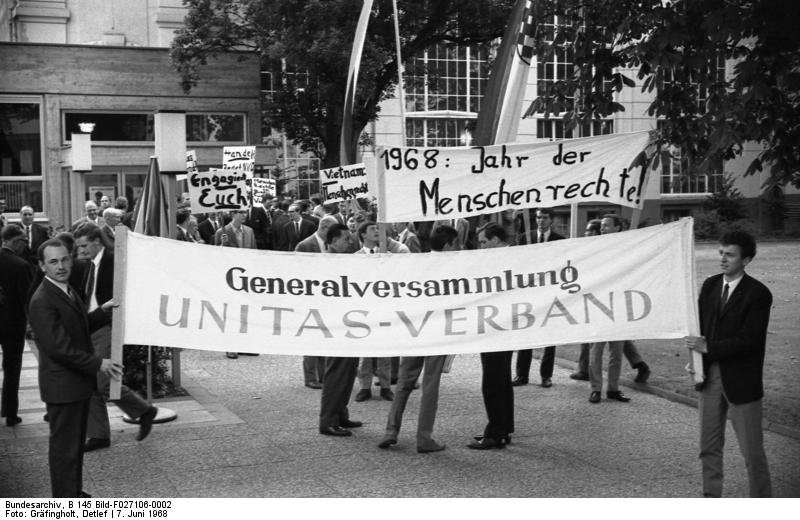
Studentendemonstration in Bad Honnef 1968

Jeder Unitas-Verein führt am Hochschulort sein eigenes Semesterprogramm mit den verschiedensten religiösen, wissenschaftlichen und geselligen Veranstaltungen im Sinne dieser Prinzipien durch.
Im jährlichen Wechsel übernimmt in der Regel ein einzelner Verein oder ein Ortsverband von mehreren Vereinen den Vorort, den Vorsitz im UV. Das Vorortspräsidium besteht aus dem Vorortspräsidenten und (maximal drei) weiteren Vorortsschriftführern. Der Vorort vertritt den Einheitsverband nach innen und nach außen. Das äußerliche Zeichen ist das Führen der UV-Standarte. Im Jahre 2005 übernahm mit Unitas Clara Schumann Bonn erstmals ein Frauen-Verein den Vorort des UV.
Die Verbandsgemeinschaft kann jeder Unitarier auf der jährlichen Generalversammlung, den Hohedamenbunds-, Altherrenbunds- und Aktiventagen oder gegenseitigen Besuchen erfahren. Viele Vereine unterhalten darüber hinaus eigene Häuser und bieten dort ihren Mitgliedern eine günstige Unterkunft und einen Ort für die gemeinsamen Veranstaltungen. Neben der jährlichen Generalversammlung finden Aktiventage, Regionaltagungen, Seminare für Vereinsleitungen und das Krone-Seminar zu Grundfragen katholischer Soziallehre und Politik statt.

## Wahlspruch und Verbandssymbole
Der Wahlspruch des Unitas-Verbands lautet: „In necessariis unitas, in dubiis libertas, in omnibus caritas“ (Zu deutsch: im Notwendigen Einheit, im Zweifel Freiheit, in allem aber Sorge für den Nächsten).
Neben der Fahne in den Farben blau-weiß-gold (die Reihenfolge kann an verschiedenen Hochschulorten abweichen) ist der Zirkel Erkennungszeichen der Unitas. Der Verbandszirkel enthält die Buchstaben „v“ (vivat ‚es lebe‘), „c“ (crescat ‚es wachse‘), „f“ (floreat ‚es blühe‘) und „u“ (unitas). Auch die Zirkel der einzelnen Vereine enthalten die ersten drei Buchstaben, daneben noch ein bis zwei Buchstaben, die für den Vereinsnamen stehen.
Das Bundeslied des Unitas-Verbands heißt Erschalle jetzt, du Bundessang. Das Wappen des Unitas-Verbandes enthält das Kreuz als Zeichen für die Virtus, die Eule als Zeichen der Scientia und die Hände als Zeichen der Amicitia. Auch die meisten Vereinswappen führen diese Symbole, zusätzlich meist das jeweilige Stadtwappen.

## Bekannte Mitglieder
- Reinhard Marx[2] (* 1953), Kardinal der römisch-katholischen Kirche, seit Februar 2008 Erzbischof von München und Freising[3][4]

- Rolf Lohmann[5] (* 1963), Weihbischof in Münster[6]

- Heinrich Krone (1895–1989), deutscher Politiker (Zentrum, später CDU), von 1955 bis 1961 Vorsitzender der CDU/CSU-Bundestagsfraktion, von 1961 bis 1964 Bundesminister für besondere Aufgaben und von 1964 bis 1966 Bundesminister für die Angelegenheiten des Bundesverteidigungsrates[7][4]

- Robert Schuman[8] (1886–1963), französischer Ministerpräsident, bereitete als Außenminister den Weg zur Schaffung der Montanunion vor („Schuman-Plan“), später Präsident des Europäischen Parlaments, gilt als einer der Gründervater der Europäischen Union.[9][4]